# یواس‌اس ساوانه (سی‌ال-۴۲)
یواس‌اس ساوانه (سی‌ال-۴۲) (به انگلیسی: USS Savannah (CL-42)) یک کشتی بود که طول آن ۶۰۸ فوت (۱۸۵ متر) بود. این کشتی در سال ۱۹۳۷ ساخته شد.